# Arrondissement Mulhouse
Mulhouse is een arrondissement van het Franse departement Haut-Rhin in de regio Grand Est. De onderprefectuur is Mulhouse.

## Kantons
Het arrondissement was tot 2014 samengesteld uit de volgende kantons:
- Kanton Habsheim
- Kanton Huningue
- Kanton Sierentz
- Kanton Mulhouse-Nord
- Kanton Mulhouse-Sud
- Kanton Wittenheim
- Kanton Mulhouse-Est
- Kanton Mulhouse-Ouest
- Kanton Illzach

Na de herindeling van de kantons bij decreet van 21 februari 2014, met uitwerking op 22 maart 2015, zijn dat de volgende:
- Kanton Brunstatt
- Kanton Kingersheim
- Kanton Mulhouse-1
- Kanton Mulhouse-2
- Kanton Mulhouse-3
- Kanton Rixheim
- Kanton Saint-Louis
- Kanton Wittenheim